# Siemionowka (obwód rostowski)
Siemionowka (ros. Семёновка) – chutor w Rosji, w obwodzie rostowskim, w rejonie milutińskim. W 2021 liczył 189 mieszkańców.